# Willy Planckaert
Willy Planckaert (Nevele, 5 april 1944) is een voormalig Belgisch wielrenner. Hij was als beroepsrenner actief tussen 1965 en 1988. Planckaert komt uit een bekende wielerfamilie. Zijn broers Walter en Eddy waren ook wielerprof. Ook zijn neef Francesco (zoon van Eddy) en zijn zoon Jo zijn wielrenner geweest.

## Biografie
Planckaert werd op 5 april 1944 geboren in Nevele als oudste van vijf kinderen. In september 1964 startte hij in het wereldkampioenschap voor amateurs in Sallanches. Eddy Merckx en Felice Gimondi waren twee van zijn tegenstanders op dat wereldkampioenschap. Planckaert eindigde als tweede, na Eddy Merckx.
Na zijn tweede plaats op het wereldkampioenschap voor amateurs, maakte Planckaert deel uit van de wegploeg op de Olympische Zomerspelen in Tokio van 1964. Hij moest hiervoor echter tien dagen voor zijn vertrek naar Japan afhaken na een aanrijding met een vrachtwagen in de periode tussen het wereldkampioenschap en de Olympische Spelen.
Het seizoen erop werd Planckaert prof bij Flandria-Romeo. Hij maakte in zijn eerste seizoen als profwielrenner indruk maar brak pas door in het seizoen erop. Zo won hij in 1966 de vierde en de achtste rit in de Ronde Van Frankrijk, wat zijn eerste grote ronde was. De destijds 22-jarige Planckaert won in die Tour ook het eindklassement van de groene trui en is daarmee nog steeds de jongste winnaar van deze trui.
Het seizoen na zijn winst van het puntenklassement in de Tour, startte Planckaert in zijn eerste Giro. Ook in Italië had hij profijt van zijn sprintcapaciteiten want hij won die Giro drie ritten. Hij eindigde als 41ste in het eindklassement. Het zou echter de laatste grote ronde worden die hij uitreed. Nadien startte Planckaert nog twee keer in de Tour de France en driemaal in de Ronde van Spanje, maar geen enkele keer zou hij de finish halen.
Planckaert bleef tot zijn 44ste profrenner en behaalde in zijn hele carrière 85 overwinningen. Hij behaalde echter nooit meer het niveau van zijn eerste 3 jaar als profwielrenner. De oorzaak daarvan is volgens Planckaert zelf de overmaat aan wedstrijden en inspanningen in zijn eerste jaren als prof.

## Belangrijkste overwinningen
1965
- Brussel-Charleroi-Brussel

1966
- 4e etappe Tour de France
- 8e etappe Tour de France
- Groene trui Tour de France
- GP Zele

1967
- GP Pino Cerami
- 5e etappe Ronde van Italië
- 10e etappe Ronde van Italië
- 22e etappe Ronde van Italië

1970
- Etappe Ronde van Luxemburg

1973
- 3e etappe Ronde van Luxemburg

1974
- Omloop van het Houtland
- 5e etappe Ronde van Polen

1976
- Dwars door België
- 1e etappe Critérium du Dauphiné

1977
- Ster van Bessèges

## Resultaten in voornaamste wedstrijden
| Jaar | Ronde van Italië | Ronde van Frankrijk | Ronde van Spanje |
| ---- | ---------------- | ------------------- | ---------------- |
| 1966 |                  | 40e (2)             |                  |
| 1967 | 41e (3)          | opgave              |                  |
| 1968 |                  |                     |                  |
| 1969 |                  | opgave              |                  |
| 1971 |                  |                     | opgave           |
| 1972 |                  |                     | opgave           |
| 1973 |                  |                     |                  |
| 1974 |                  |                     |                  |
| 1975 |                  |                     | opgave           |
| 1976 |                  |                     |                  |
| 1977 |                  |                     |                  |
| 1978 |                  |                     |                  |
| 1979 |                  |                     |                  |

| Jaar | Milaan-San Remo | Gent-Wevelgem | Ronde van Vlaanderen | Parijs-Roubaix | Amstel Gold Race | Luik-Bast.‑Luik | Parijs-Brussel | Kuurne-Brussel-Kuurne | Rund um den Henninger-Turm |  | Wereldranglijsten |
| ---- | --------------- | ------------- | -------------------- | -------------- | ---------------- | --------------- | -------------- | --------------------- | -------------------------- |  | ----------------- |
| 1966 | 92e             | 31e           | 5e                   | 4e             |                  | 5e              | Zilver         |                       | Brons                      |  | 10e (SPP)         |
| 1967 | 8e              | 7e            | 11e                  | 6e             |                  |                 |                |                       | Zilver                     |  |                   |
| 1968 |                 | 79e           |                      |                |                  | 12e             |                |                       | 7e                         |  |                   |
| 1969 |                 | 20e           |                      |                |                  |                 |                | 9e                    |                            |  |                   |
| 1971 |                 |               | 55e                  |                |                  |                 |                |                       |                            |  |                   |
| 1972 | 19e             | 12e           | 10e                  |                | 5e               |                 |                | Brons                 |                            |  |                   |
| 1973 |                 |               |                      |                |                  |                 | 23e            |                       |                            |  |                   |
| 1974 | 18e             |               |                      |                |                  |                 |                | 9e                    |                            |  |                   |
| 1975 |                 |               |                      |                |                  |                 |                |                       |                            |  |                   |
| 1976 |                 |               |                      |                |                  |                 |                |                       | 15e                        |  |                   |
| 1977 | 34e             |               | 10e                  |                |                  |                 |                | 4e                    |                            |  |                   |
| 1978 |                 |               |                      |                |                  |                 |                | 6e                    | 8e                         |  |                   |
| 1979 |                 |               |                      |                |                  |                 |                | 9e                    |                            |  |                   |

Wielerploegen van Willy Planckaert
Andries ·
Baudeweijns ·
Beheydt ·
Blockx ·
Bocklant ·
Boonen ·
Boons ·
Bosmans ·
Boucquet ·
Brands ·
Claes ·
Corstjens ·
Couchez ·
De Loof ·
Demunster (vanaf 14/06) · 
De Pré ·
De Wilde ·
Delameilleure ·
Delefortrie ·
Eeckhout ·
Esprit ·
Eugen ·
Everaerts ·
Foré ·
Frennet ·
Gaelens ·
Gekière ·
Gevaert ·
Gomes de Carvalho ·
Goots ·
Haelterman ·
Haven ·
Hoogewijs ·
Hoskens (vanaf 18/08) ·
Houbrechts ·
Huygens ·
R. Joosen ·
M. Joosen ·
Kindermans ·
Lauwers ·
Lenaers ·
Leijten ·
Meert ·
Miele ·
Molenaers ·
Nolmans ·
Ongenae ·
Planckaert ·
Post ·
Reybrouck ·
Roman ·
Samyn ·
Schütz ·
Sersté ·
Steyaert ·
Thomaes ·
Van De Rijse (vanaf 09/06) ·
Vandenberghe ·
Van Haverbeke ·
Van Loo ·
Van Poucke ·
Van Tongerloo ·
Van Vlierberghe ·
Van Wynsberghe ·
Vanclooster · 
Van Damme ·
Vandromme ·
Vanheste (vanaf 16/05) ·
Vanhevel ·
van de Ven ·
Vergauwe ·
Vermaelen ·
H. Vrancken ·
R. Vrancken · 
Vyncke ·
van der Vleuten
Abelshausen ·
Barras ·
van Beers (tot 15/06) ·
Bourguignon (vanaf 07/05) ·
Catteeuw ·
Delaat (vanaf 12/07) ·
Demedts ·
Fierens ·
Govaerts (vanaf 13/09) ·
Herijgers ·
Hermie ·
Hooyberghs ·
Jacobs (vanaf 12/09) ·
van Katwijk ·
Mariën ·
Peeters ·
Planckaert ·
Reyniers ·
Scheers ·
Scheys ·
Schoeters ·
Steegmans ·
Thomas ·
Van De Vijver ·
Van Malderghem ·
Van Vlierden ·
Vanclooster ·
Verhaegen ·
Verreydt ·
Vrijders ·
Wuytack
Abelshausen ·
Aerts ·
Barras ·
Borguet ·
Bourguignon ·
Delcroix ·
Gilmore ·
Govaerts ·
Gysemans ·
Hermie ·
Hooyberghs ·
In 't Ven ·
Jacobs ·
van Katwijk ·
Laurens ·
Loysch ·
Naegels ·
Peeters ·
Planckaert ·
Renier ·
Reyniers ·
Steegmans ·
Stevens ·
Swerts ·
Van De Vijver ·
Van Der Linden ·
A. Van Linden ·
R. Van Linden ·
Verhaegen ·
Verreydt
Abelshausen ·
Aerts ·
Borguet ·
De Gendt ·
Delcroix ·
Gilmore ·
Govaerts ·
Gysemans ·
Hermans ·
In 't Ven ·
Jacobs ·
Laurens ·
Loysch ·
Naegels ·
L. Peeters ·
V. Peeters ·
Planckaert ·
Renier ·
Steegmans ·
Stevens ·
Swerts ·
Van De Vijver ·
Vantyghem ·
Verhaegen ·
Verreydt
Bruyère ·
De Beule ·
Deschoenmaecker ·
Dillen ·
Janssens ·
Laurens ·
Loos ·
Martens ·
Martin ·
Merckx (tot 17/05) ·
Mintkiewicz ·
Walter Planckaert ·
Willy Planckaert ·
Schepers ·
Van Calster · 
F. Van Impe ·
L. Van Impe
Boonen ·
De Keyser ·
Govaerts ·
E. Gysemans ·
J. Gysemans ·
Jacques ·
Panis ·
Walter Planckaert ·
Willy Planckaert ·
Rompelberg ·
Schurgers ·
Tourné ·
Vaarten ·
Van de Vijver ·
Van Den Eynde ·
Van der Stappen ·
Verstraeten ·
Wijnants
Blockx ·
Bogaert ·
Boonen ·
Devos ·
Govaerts ·
E. Gysemans ·
J. Gysemans ·
den Hertog ·
Jacques ·
Eddy Planckaert ·
Walter Planckaert ·
Willy Planckaert ·
Rompelberg ·
Schoonjans ·
Schurgers ·
Van Den Eynde ·
Van Looy ·

Verstraeten ·
Vicino
- International Standard Name Identifier: 0000 0003 9713 1746
- Nederlandse Thesaurus van Auteursnamen: 256106614
- Virtual International Authority File: 292218333